# Albizia balabaka
Albizia balabaka är en ärtväxtart som beskrevs av René Paul Raymond Capuron. Albizia balabaka ingår i släktet Albizia och familjen ärtväxter. Inga underarter finns listade i Catalogue of Life.